# Pittsburgh (1942)
Pittsburgh (bra: Ódio e Paixão; prt: Sangue Negro) é um filme norte-americano de 1942, do gênero drama, dirigido por Lewis Seiler e estrelado por Marlene Dietrich, Randolph Scott e John Wayne.

## Sinopse
De minerador, Charles 'Pittsburgh' Markham chega a barão da indústria do aço. Sem atentar para escrúpulos, ele a todos atropela em sua sede de poder e riqueza. Acaba por ficar sozinho, sem a amizade de Cash Evans, antigo companheiro de vicissitudes, sem o amor da bela Josie Winters e sem suas empresas. Quando está no fundo do poço, uma luz de súbito começa a brilhar: os EUA entram na Segunda Guerra e ele encontra trabalho, ironicamente, na organização de Cash, a quem desprezara no passado.

## Elenco
| Ator/Atriz        | Personagem         |
| ----------------- | ------------------ |
| Marlene Dietrich  | Josie Winters      |
| Randolph Scott    | Cash Evans         |
| John Wayne        | Pittsburgh Markham |
| Frank Craven      | Doc Powers         |
| Louise Allbritton | Shannon Prentiss   |
| Shemp Howard      | Shorty             |
| Thomas Gomez      | Joe Malneck        |
| Ludwig Stössel    | Doutor Gazlich     |
| Samuel S. Hinds   | Morgan Prentiss    |
| Paul Fix          | minerador          |
| William Haade     | Johnny             |
| Charles Coleman   | mordomo            |
| Nestor Paiva      | Barney             |